# John Strong (producteur)
Pour les articles homonymes, voir John Strong (homonymie).
John Strong est un acteur, scénariste et producteur américain, né le 3 décembre 1936 aux (États-Unis). 
Il est essentiellement connu dans le monde pour avoir produit la série Search, mais aussi Un shérif à New York. Il a aussi écrit des scénarios pour les séries animées Le Plein de super ainsi que Return to the Planet of the Apes et All in the Family

## Séries télévisées
- 1970 : Un shérif à New York (série TV)
- 1972-1973 : Search (série TV)
- 1974 : Evel Knievel (pilote série TV)

## Films cinéma
- 1980 : Australia Kid
- 1983 : Heart like a Wheel
- 1984 : Les Rues de l'enfer
- 1986 : Les Seigneurs de la ville
- 1987 : Steele Justice
- 1988 : Cop
- 1990 : État de force